# Claudio Mattone
Claudio Mattone (Santa Maria a Vico, 28 febbraio 1943) è un compositore, paroliere e editore italiano.

## Biografia
Nasce a Santa Maria Vico, comune del casertano, ma cresce a Napoli nel popolare rione Vasto. Si mette in luce come pianista jazz; successivamente, attratto dalla musica popolare, comincia a comporre musiche e testi di canzoni. Lasciata l'università all'ultimo anno di Giurisprudenza, si trasferisce a Roma, dove inizia a frequentare l'RCA Italiana, debuttando come cantautore nel 1968 con È sera, che viene presentata anche ad Un disco per l'estate da Peppino di Capri.
Nello stesso periodo incontra Franco Migliacci, con cui firmerà i primi successi: Ma che freddo fa, cantata da Nada appena quindicenne e da The Rokes; Il cuore è uno zingaro (presentata da Nada e da Nicola Di Bari e vincitrice del Festival di Sanremo 1971). Come autore ha scritto successi per Alberto Sordi (E va, e va...), Renato Carosone (Na canzuncella doce doce), Gigi Proietti, Enrico Montesano, Gianni Morandi (Ma chi se ne importa, canzone vincitrice di Canzonissima 1969), per Eduardo De Crescenzo Ancora (premio della critica e rivelazione Festival di Sanremo 1981), per i Neri per Caso Le ragazze (1º premio Sanremo Giovani 1995), per il musical C'era una volta... Scugnizzi di cui è anche produttore e regista.
Scrive con Renzo Arbore musica e testi di Ma la notte no, Il materasso, Il clarinetto, Cacao Meravigliao, Sì, la vita è tutt'un quiz, Vengo dopo il tiggì ed altre, e compone musiche e testi per il teatro, per la televisione e per il cinema.
Ha scoperto e lanciato molti giovani artisti, tra cui Eduardo De Crescenzo (per cui ha scritto Ancora, uno dei brani italiani più eseguiti negli ultimi trent'anni, Mani, L'infinità e altre), Mietta (per la quale ha scritto Sogno, il debutto dell'interprete a Sanremo 1988), Neri per Caso (primi con Le ragazze al Festival di Sanremo "Giovani" 1995) e Syria (prima con Non ci sto al Festival di Sanremo "Giovani" 1996 e terza con Sei tu l'anno successivo al Festival di Sanremo "Big").
Nel 1990 vince il David di Donatello per il miglior musicista per la colonna sonora del film Scugnizzi e il David di Donatello per la migliore canzone originale.
Scrive musiche e testi per alcuni spettacoli teatrali di Garinei e Giovannini, tra i quali Beati voi e Gli uomini sono tutti bambini, nonché una lunga serie di sigle di programmi televisivi.
Nel 2024 pubblica un manuale per scrivere in dialetto napoletano dal titolo Scrivere in napoletano (decentemente), oltre a lanciare nuove iniziative teatrali e musicali rivolte soprattutto ai giovani.

## Vita privata
Claudio Mattone è legato sentimentalmente a Claudia Cortellesi, sorella di Paola.
Paola Cortellesi ha iniziato la carriera a tredici anni cantando la canzone Cacao Meravigliao, scritta proprio da Mattone per lo spettacolo televisivo Indietro tutta.

## Discografia

### 33 giri
1975 - Un uomo da buttare via (RCA Italiana, TPL1 1102)

### 45 giri
- 1968 - È sera/Gianni, 3 agosto '39 (RCA Talent, TL 9)
- 1975 - Un uomo da buttare via/Annalia (RCA Italiana, TPBO 1116)

## Le canzoni scritte da Claudio Mattone
| Anno | Titolo                                                                                       | Autori del testo                                    | Autori della musica              | Interpreti                                                           |
| ---- | -------------------------------------------------------------------------------------------- | --------------------------------------------------- | -------------------------------- | -------------------------------------------------------------------- |
| 1967 | Quando un giorno                                                                             | Claudio Mattone                                     | Claudio Mattone                  | Bruno Martino                                                        |
| 1967 | Mi domandi con gli occhi                                                                     | Claudio Mattone                                     | Claudio Mattone                  | Dori Ghezzi                                                          |
| 1968 | È sera                                                                                       | Claudio Mattone                                     | Claudio Mattone                  | Peppino di Capri, Claudio Mattone, Ornella Vanoni                    |
| 1969 | Ma che freddo fa - (Festival di Sanremo)                                                     | Franco Migliacci                                    | Claudio Mattone                  | Nada, The Rokes Avion travel, G.Ferreri, Dalida, Mina                |
| 1969 | Una rondine bianca                                                                           | Claudio Mattone                                     | Claudio Mattone                  | Nada                                                                 |
| 1970 | Ma chi se ne importa - (1a class. Canzonissima)                                              | Franco Migliacci                                    | Claudio Mattone                  | Gianni Morandi                                                       |
| 1970 | Che male fa la gelosia                                                                       | Franco Migliacci                                    | Claudio Mattone                  | Nada                                                                 |
| 1971 | Il cuore è uno zingaro - (1a class. Festival di Sanremo)                                     | Franco Migliacci                                    | Claudio Mattone                  | Nada, Nicola Di Bari                                                 |
| 1971 | Frennesia                                                                                    | Franco Migliacci                                    | Claudio Mattone                  | Peppino di Capri                                                     |
| 1971 | Alleria                                                                                      | Franco Migliacci                                    | Claudio Mattone                  | Gianni Nazzaro                                                       |
| 1972 | Credo                                                                                        | Franco Migliacci                                    | Claudio Mattone                  | Mia Martini                                                          |
| 1972 | Se non ci sei tu - (sigla TV "Il Commissario Maigret")                                       | Claudio Mattone                                     | Claudio Mattone                  | Amanda                                                               |
| 1972 | Pomeriggio d'estate                                                                          | Carlo Nistri                                        | Claudio Mattone                  | Ricchi e Poveri                                                      |
| 1972 | Re di denari - (3a class. Festival di Sanremo)                                               | Franco Migliacci                                    | Claudio Mattone                  | Nada                                                                 |
| 1972 | Occhi chiari - (Canzonissima)                                                                | Franco Migliacci                                    | Claudio Mattone                  | Nicola Di Bari                                                       |
| 1973 | Un grande amore e niente più - (1a class. Festival di Sanremo)                               | Claudio Mattone e Franco Califano                   | Claudio Mattone e Gianni Wright  | Peppino di Capri                                                     |
| 1973 | Mistero                                                                                      | Claudio Mattone                                     | Claudio Mattone                  | Gigliola Cinquetti                                                   |
| 1974 | Il matto del villaggio                                                                       | Franco Migliacci                                    | Claudio Mattone e Piero Pintucci | Nicola Di Bari                                                       |
| 1975 | Un uomo da buttare via                                                                       | Franco Migliacci                                    | Claudio Mattone                  | Claudio Mattone (incisa nel 1980 da Franco Califano)                 |
| 1975 | Sospetto                                                                                     | Franco Migliacci                                    | Claudio Mattone                  | Rita Forte                                                           |
| 1976 | Angelo prepotente - (sigla TV "A Tutto Gag")                                                 | Claudio Mattone                                     | Claudio Mattone                  | Sydne Rome                                                           |
| 1981 | Ancora - (Festival di Sanremo)                                                               | Franco Migliacci                                    | Claudio Mattone                  | Eduardo De Crescenzo Mireille Mathieu-Mina-Ornella Vanoni            |
| 1981 | Al piano bar di Susy                                                                         | Franco Migliacci                                    | Claudio Mattone                  | Eduardo De Crescenzo                                                 |
| 1981 | Quando l'amore se ne va                                                                      | Franco Migliacci                                    | Claudio Mattone                  | Eduardo De Crescenzo                                                 |
| 1981 | Uomini semplici                                                                              | Franco Migliacci                                    | Claudio Mattone                  | Eduardo De Crescenzo                                                 |
| 1981 | Il treno                                                                                     | Franco Migliacci                                    | Claudio Mattone                  | Eduardo De Crescenzo                                                 |
| 1981 | Chitarra mia                                                                                 | Claudio Mattone e Franco Migliacci                  | Claudio Mattone                  | Eduardo De Crescenzo                                                 |
| 1981 | Padre                                                                                        | Franco Migliacci                                    | Claudio Mattone e Piero Pintucci | Eduardo De Crescenzo                                                 |
| 1981 | E va... e va...                                                                              | Franco Migliacci                                    | Claudio Mattone                  | Alberto Sordi                                                        |
| 1982 | Perzechè - (sigla TV "Sotto le stelle")                                                      | Claudio Mattone                                     | Claudio Mattone                  | Christian De Sica                                                    |
| 1982 | Speranzella                                                                                  | Claudio Mattone                                     | Claudio Mattone                  | Christian De Sica                                                    |
| 1982 | Amico che voli                                                                               | Franco Migliacci                                    | Claudio Mattone                  | Eduardo De Crescenzo                                                 |
| 1982 | L'infinità                                                                                   | Franco Migliacci                                    | Claudio Mattone                  | Eduardo De Crescenzo                                                 |
| 1982 | Mani                                                                                         | Claudio Mattone e Franco Migliacci                  | Claudio Mattone                  | Eduardo De Crescenzo                                                 |
| 1982 | I ragazzi della Ferrovia                                                                     | Claudio Mattone e Franco Migliacci                  | Claudio Mattone                  | Eduardo De Crescenzo                                                 |
| 1982 | Manchi tu                                                                                    | Franco Migliacci                                    | Claudio Mattone                  | Eduardo De Crescenzo                                                 |
| 1982 | Camminando                                                                                   | Claudio Mattone e Franco Migliacci                  | Claudio Mattone                  | Eduardo De Crescenzo                                                 |
| 1982 | Sole                                                                                         | Franco Migliacci                                    | Claudio Mattone                  | Eduardo De Crescenzo                                                 |
| 1983 | Io ce credo - (musical "C'era una volta.. Scugnizzi")                                        | Claudio Mattone                                     | Claudio Mattone                  | Eduardo De Crescenzo                                                 |
| 1983 | Quantu tiempo ce vo' - (musical "C'era una volta.. Scugnizzi")                               | Claudio Mattone                                     | Claudio Mattone                  | Eduardo De Crescenzo, Sal da Vinci, Andrea Sannino                   |
| 1983 | Vancéllo a dì                                                                                | Claudio Mattone                                     | Claudio Mattone                  | Eduardo De Crescenzo                                                 |
| 1983 | 'A malatia 'e ll'America                                                                     | Claudio Mattone                                     | Claudio Mattone                  | Eduardo De Crescenzo                                                 |
| 1983 | Chiàmmame - (musical "C'era una volta.. Scugnizzi")                                          | Claudio Mattone                                     | Claudio Mattone                  | Eduardo De Crescenzo, Sal da Vinci, Andrea Sannino                   |
| 1984 | Sud - (dal film "FFSS")                                                                      | Claudio Mattone Renzo Arbore e Luciano De Crescenzo | Claudio Mattone                  | Pietra Montecorvino                                                  |
| 1985 | Ma la notte no - (sigla TV "Quelli della notte")                                             | Claudio Mattone e Renzo Arbore                      | Claudio Mattone e Renzo Arbore   | Renzo Arbore e altri                                                 |
| 1985 | Il materasso - (sigla TV "Quelli della notte")                                               | Claudio Mattone e Renzo Arbore                      | Claudio Mattone e Renzo Arbore   | Renzo Arbore e altri                                                 |
| 1985 | Via con me                                                                                   | Daniele Pace                                        | Claudio Mattone                  | Eduardo De Crescenzo                                                 |
| 1985 | Viva la vita                                                                                 | Claudio Mattone e Marco Luberti                     | Claudio Mattone e Marco Luberti  | Fiorella Mannoia                                                     |
| 1985 | Dove c'è il mare                                                                             | Guido Morra                                         | Claudio Mattone                  | Eduardo De Crescenzo                                                 |
| 1985 | Dove                                                                                         | Guido Morra                                         | Claudio Mattone                  | Eduardo De Crescenzo                                                 |
| 1985 | Giorni difficili                                                                             | Guido Morra                                         | Claudio Mattone                  | Eduardo De Crescenzo                                                 |
| 1985 | La strada mia                                                                                | Guido Morra                                         | Claudio Mattone                  | Eduardo De Crescenzo                                                 |
| 1985 | Da lontano                                                                                   | Guido Morra                                         | Claudio Mattone                  | Eduardo De Crescenzo, Syria 1997                                     |
| 1986 | Il clarinetto - (2a class. Festival di Sanremo)                                              | Claudio Mattone e Renzo Arbore                      | Claudio Mattone e Renzo Arbore   | Renzo Arbore                                                         |
| 1986 | Io faccio 'o show                                                                            | Claudio Mattone e Renzo Arbore                      | Claudio Mattone e Renzo Arbore   | Renzo Arbore                                                         |
| 1986 | Una vecchia mattonella                                                                       | Claudio Mattone e Renzo Arbore                      | Claudio Mattone e Renzo Arbore   | Renzo Arbore                                                         |
| 1986 | Canzone italiana - (Festival di Sanremo)                                                     | Sergio Endrigo                                      | Claudio Mattone                  | Sergio Endrigo                                                       |
| 1987 | Sì, la vita è tutt'un quiz - (sigla TV "Indietro tutta")                                     | Claudio Mattone e Renzo Arbore                      | Claudio Mattone e Renzo Arbore   | Renzo Arbore                                                         |
| 1987 | Vengo dopo il tiggì - (sigla TV "Indietro tutta")                                            | Claudio Mattone e Renzo Arbore                      | Claudio Mattone e Renzo Arbore   | Renzo Arbore                                                         |
| 1987 | Cacao Meravigliao - (sigla TV "Indietro tutta")                                              | Claudio Mattone e Renzo Arbore                      | Claudio Mattone e Renzo Arbore   | Paola Cortellesi                                                     |
| 1987 | Grazie dei fiori bis - ("Indietro tutta")                                                    | Claudio Mattone e Renzo Arbore                      | Claudio Mattone e Renzo Arbore   | Renzo Arbore e Nino Frassica                                         |
| 1988 | Una carezza d'aiuto - (2a class. Sanremo giovani)                                            | Claudio Mattone e Renzo Arbore                      | Claudio Mattone                  | Stefano Palatresi                                                    |
| 1988 | Non è per abitudine                                                                          | Claudio Mattone                                     | Claudio Mattone                  | Stefano Palatresi, Gigi Proietti                                     |
| 1988 | Sogno                                                                                        | Claudio Mattone                                     | Claudio Mattone                  | Mietta                                                               |
| 1988 | Caro pigiama - (sigla TV "Fantastico 8")                                                     | Claudio Mattone                                     | Claudio Mattone                  | Enrico Montesano                                                     |
| 1988 | Buon appetito all'Italia che va - (sigla TV "Fantastico 8")                                  | Claudio Mattone                                     | Claudio Mattone                  | Enrico Montesano                                                     |
| 1989 | Na canzuncella doce doce - (Festival di Sanremo)                                             | Claudio Mattone                                     | Claudio Mattone                  | Renato Carosone                                                      |
| 1989 | Vatte a cuccà - (sigla TV "International Doc Club")                                          | Claudio Mattone e Renzo Arbore                      | Claudio Mattone                  | Guido Pistocchi                                                      |
| 1989 | Foto degli anni 50                                                                           | Claudio Mattone                                     | Claudio Mattone                  | Stefano Palatresi, Gigi Proietti                                     |
| 1991 | Con un amico vicino - (3a class. Sanremo giovani)                                            | Claudio Mattone                                     | Claudio Mattone                  | Andrea Mingardi e Alessandro Bono                                    |
| 1991 | Ti ricordi il teatro - (sigla TV "Teatrotenda")                                              | Claudio Mattone                                     | Claudio Mattone                  | Athina Cenci                                                         |
| 1991 | Beach on the beach - (sigla TV "Il TG delle Vacanze")                                        | Claudio Mattone                                     | Claudio Mattone                  | Trettré                                                              |
| 1991 | Siamo tutti equilibristi - (sigla TV "Sabato al circo")                                      | Claudio Mattone                                     | Claudio Mattone                  | Gerry Scotti e Cristina D'Avena                                      |
| 1991 | La solita canzone - (dallo spettacolo "Leggero leggero")                                     | Claudio Mattone                                     | Claudio Mattone                  | Gigi Proietti                                                        |
| 1991 | Per ammazzare il tempo - (sigla TV "Club 92")                                                | Claudio Mattone                                     | Claudio Mattone                  | Gigi Proietti                                                        |
| 1991 | Siamo tutti marinai - (sigla TV "Club 92")                                                   | Claudio Mattone                                     | Claudio Mattone                  | Gigi Proietti                                                        |
| 1992 | 'A città 'e Pulecenella - (musical "C'era una volta.. Scugnizzi")                            | Claudio Mattone                                     | Claudio Mattone                  | vari interpreti                                                      |
| 1994 | Sul Lungotevere ruffiano                                                                     | Claudio Mattone                                     | Claudio Mattone                  | Gigi Proietti                                                        |
| 1995 | Le ragazze - (1a class. Sanremo giovani)                                                     | Claudio Mattone                                     | Claudio Mattone                  | Neri per Caso                                                        |
| 1995 | Sentimento pentimento                                                                        | Claudio Mattone                                     | Claudio Mattone                  | Neri per Caso                                                        |
| 1995 | Ma che ne sai (se non hai fatto il pianobar) - (Festival di Sanremo)                         | Claudio Mattone                                     | Claudio Mattone                  | Gigi Proietti/Peppino di Capri/Stefano Palatresi                     |
| 1996 | Mai più sola - (Festival di Sanremo)                                                         | Claudio Mattone                                     | Claudio Mattone                  | Neri per Caso                                                        |
| 1996 | Non ci sto - (1a class. Sanremo giovani)                                                     | Claudio Mattone                                     | Claudio Mattone                  | Syria                                                                |
| 1997 | Sei tu - (3a class. Festival di Sanremo)                                                     | Claudio Mattone e Alberto Salerno                   | Claudio Mattone                  | Syria                                                                |
| 1997 | Il fatto è - (dal film TV "L'Avvocato Porta")                                                | Claudio Mattone                                     | Claudio Mattone                  | Gigi Proietti                                                        |
| 1997 | Ammazza come volano                                                                          | Claudio Mattone                                     | Claudio Mattone                  | Gigi Proietti                                                        |
| 1998 | Volevo dirti addio                                                                           | Claudio Mattone                                     | Claudio Mattone                  | Gigi Proietti                                                        |
| 1998 | Niente niente - (dal film "Dio ci ha creato gratis" e musical "C'era una volta.. Scugnizzi") | Claudio Mattone                                     | Claudio Mattone                  | Luna                                                                 |
| 2000 | Cronaca - (premio della critica Festival di Sanremo, 3º posto Nuove Proposte)                | Claudio Mattone                                     | Claudio Mattone                  | Luna                                                                 |
| 2002 | Carcere 'e mare - (musical "C'era una volta.. Scugnizzi")                                    | Claudio Mattone                                     | Claudio Mattone                  | Tosca, Andrea Sannino                                                |
| 2002 | Arrangiàmmoce - (musical "C'era una volta.. Scugnizzi")                                      | Claudio Mattone                                     | Claudio Mattone                  | vari interpreti                                                      |
| 2002 | Zoccole - (musical "C'era una volta.. Scugnizzi")                                            | Claudio Mattone                                     | Claudio Mattone                  | vari interpreti                                                      |
| 2002 | Ajere - (musical "C'era una volta.. Scugnizzi")                                              | Claudio Mattone                                     | Claudio Mattone                  | Eduardo De Crescenzo, Sal da Vinci, Valentina Stella, Andrea Sannino |
| 2002 | Parlanno parlanno - (musical "C'era una volta.. Scugnizzi")                                  | Claudio Mattone                                     | Claudio Mattone                  | vari interpreti                                                      |
| 2002 | Cumannà - (musical "C'era una volta.. Scugnizzi")                                            | Claudio Mattone                                     | Claudio Mattone                  | Piero Pignatelli, Massimiliano Gallo, Pierluigi Iorio                |
| 2002 | Magnifica gente - (musical "C'era una volta.. Scugnizzi")                                    | Claudio Mattone                                     | Claudio Mattone                  | vari interpreti                                                      |
| 2014 | Cinecittà - (spettacolo teatrale "Cinecittà")                                                | Claudio Mattone                                     | Claudio Mattone                  | Christian De Sica                                                    |
| 2020 | Seduto sulla Luna                                                                            | Claudio Mattone                                     | Claudio Mattone                  | Renato Zero                                                          |

## Colonne sonore (parziale)
- 1974 - Cugini carnali, regia di Sergio Martino
- 1984 - Così parlò Bellavista regia di Luciano De Crescenzo
- 1985 - Il mistero di Bellavista regia di Luciano De Crescenzo
- 1989 - Scugnizzi regia di Nanni Loy
- 1992 - Un figlio a metà con Gigi Proietti (serie TV)
- 1992 - Beati voi con Enrico Montesano (teatro)
- 1993 - Pacco, doppio pacco e contropaccotto regia di Nanni Loy
- 1995 - Pazza famiglia con Enrico Montesano (serie TV)
- 1996 - Pazza famiglia 2 con Enrico Montesano (serie TV)
- 1997 - L'avvocato Porta con Gigi Proietti (serie TV)
- 1998 - Dio ci ha creato gratis con Nino Manfredi e Leo Gullotta (film TV)
- 1998 - Tutti gli uomini sono uguali regia di Alessandro Capone (serie TV)
- 2002 - C'era una volta...Scugnizzi regia di Claudio Mattone (teatro)

## Premi e riconoscimenti
- Canzonissima 1969 (1° posto) - Ma chi se ne importa[5]
- Festival di Sanremo 1971 (1° posto) - Il cuore è uno zingaro[6]
- Festival di Sanremo 1972 (3° posto) - Re di denari[7]
- Festival di Sanremo 1973 (1° posto) - Un grande amore e niente più[8]
- Premio della Critica Festival di Sanremo 1981 - “Ancora”[9]
- 2° classificata Festival di Sanremo 1986 - “Il Clarinetto”[10]
- 2° classificata Festival di Sanremo 1988 Sez. Giovani - “Una carezza d’aiuto”[11]
- David di Donatello 1990 per la migliore colonna sonora - film "Scugnizzi"[12][13]
- David di Donatello 1990 per la migliore canzone originale - film "Scugnizzi"[12][13]
- Nastro d'Argento 1990 per la migliore musica - film "Scugnizzi"[14][13]
- Globo d’Oro – stampa estera – 1989/90 per la migliore musica - film “Scugnizzi”
- Osella Festival del Cinema di Venezia 1990 - film "Scugnizzi"[13]
- Ciak d'Oro 1990 per la migliore colonna sonora - film "Scugnizzi"[15]
- Premio Colonna Sonora 1990 - film "Scugnizzi"[16]
- 1° classificata Festival di Sanremo 1995 Sez. Giovani - “Le Ragazze”[17]
- Premio Volare Festival di Sanremo -  migliore composizione musicale - "Le Ragazze" 1995
- 1° classificata Festival di Sanremo 1996 Sez. Giovani - “Non ci sto”[18]
- 3° classificata Festival di Sanremo 1997 - “Sei tu”[19]
- 3° classificata Premio Festival di Sanremo 2000 Sez. Giovani - “Cronaca”[20]
- Premio Volare - Festival di Sanremo 2000 miglior testo - "Cronaca"
- Trofeo Massimo Troisi 2002 - musical "C'era una volta Scugnizzi"[21]
- Premio ETI - Gli Olimpici del Teatro – 2003 Miglior Musical dell'Anno "C'era una volta Scugnizzi"[22]
- Premio Caruso 2004 – musical “C’era una volta Scugnizzi”[23]
- Premio Charlot 2004 – Grandi Autori
- Premio Charlot 2006 – musical “C’era una volta Scugnizzi”
- Premio Carosone 2007 – musical “C’era una volta Scugnizzi”